# Club Ferro Carril Oeste 2011-2012

## Rosa
| N. |                      | Ruolo | Calciatore                  |
| -- | -------------------- | ----- | --------------------------- |
|    | Argentina (bandiera) | P     | Carlos De Giorgi            |
|    | Argentina (bandiera) | P     | Adrian Domínguez            |
|    | Argentina (bandiera) | P     | Christian Limousin          |
|    | Argentina (bandiera) | D     | Santiago Ballari            |
|    | Argentina (bandiera) | D     | Marcelo Berza               |
|    | Argentina (bandiera) | D     | Christian Chimino           |
|    | Argentina (bandiera) | D     | Franco Guibelalde           |
|    | Argentina (bandiera) | D     | Mauro E. Lema               |
|    | Argentina (bandiera) | D     | Leandro Martínez Montagnoli |
|    | Argentina (bandiera) | D     | Facundo Oreja               |
|    | Argentina (bandiera) | D     | Marcos Sánchez              |
|    | Argentina (bandiera) | D     | Jonathan Schunke            |
|    | Argentina (bandiera) | C     | Marcos Acuña                |
|    | Argentina (bandiera) | C     | Julio Buffarini             |

| N. |                      | Ruolo | Calciatore          |
| -- | -------------------- | ----- | ------------------- |
|    | Argentina (bandiera) | C     | Esteban Bujan       |
|    | Argentina (bandiera) | C     | Bruno Casanova      |
|    | Argentina (bandiera) | C     | Santiago Fernández  |
|    | Argentina (bandiera) | C     | Federico Lértora    |
|    | Argentina (bandiera) | C     | Sebastián Navarro   |
|    | Argentina (bandiera) | C     | Diego Tonetto       |
|    | Argentina (bandiera) | C     | Mario Zaninovic     |
|    | Argentina (bandiera) | A     | Claudio Aquino      |
|    | Argentina (bandiera) | A     | Juan Ignacio Castro |
|    | Argentina (bandiera) | A     | Guido Di Vanni      |
|    | Argentina (bandiera) | A     | Jorge Pereyra Díaz  |
|    | Argentina (bandiera) | A     | Ignacio Varela      |
|    | Argentina (bandiera) | A     | César Carranza      |